# Сан Бенедето ди Кверчето (Болоња)
Сан Бенедето ди Кверчето (итал. San Benedetto di Querceto) је насеље у Италији у округу Болоња, региону Емилија-Ромања.
Према процени из 2011. у насељу је живело 258 становника. Насеље се налази на надморској висини од 354 м.